# Born of Osiris
A Born of Osiris egy 2003-ban alakult progresszív metalcore/deathcore együttes. Lemezkiadójuk a Sumerian Records.

## Története
Az Illinois állambeli Palatine-ban alakultak. A "Born of Osiris" előtt "Diminished" (2003-tól 2004-ig), "Your Heart Engraved" (2004-től 2006-ig) és "Rosecrance" (2006-tól 2007-ig) neveket használták, 2007-ben váltották Born of Osirisra a nevüket, amelyet Ozirisz és Hórusz legendáján alapoztak.
Először egy öt dalból álló demót adtak ki 2003-ban, ekkor még "Diminished" volt a nevük. A demó a "Your Heart Engraved These Messages" címet kapta, melynek hatására az együttes "Your Heart Engraved"-re változtatta a nevét. Ezt követően egy újabb demót jelentettek meg, 2004-ben, ekkor már a Your Heart Engraved név alatt. Ezen a demón találhatóak a 2007-es "The New Reign" EP-n található dalok korai verziói. Ekkoriban egy szatirikus jellegű rap számot is készített a zenekar, amely manapság csak a Youtube-on található meg. 2006-ban "Rosecrance"re változtatták a nevüket, ekkor még egy demót adtak ki. 2007-ben változtatták Born of Osiris-ra a nevüket. Első nagylemezüket 2009-ben adták ki. Ezt követően turnézni kezdtek az All Shall Perish, After the Burial, Caliban és Suffokate nevű együttesekkel, továbbá a Hatebreed-del is turnéztak a "Decimation of the Nation Tour 2" fesztiválon. A Hatebreed és a Born of Osiris mellett a Cannibal Corpse, az Unearth és a Hate Eternal játszott. 2009-ben az All Shall Perish dobosa, Jason Richardson csatlakozott a Born of Osiris-hoz. Második nagylemezük 2011-ben került piacra. Ugyanebben az évben a zenekar tagjai kirúgták Richardsont,  aki a Chelsea Grin nevű deathcore együttes tagja lett. Harmadik albumukat 2013-ban dobták piacra. Turnéztak az Asking Alexandriával az együttes "Breakdown the Walls Tour"ján, az August Burns Red, Crown the Empire és We Came as Romans zenekarokkal együtt. A Born of Osiris a 2014-es Vans Warped Tour-on is játszott, a Within the Ruins, ERRA, Betraying the Martyrs és Thy Art is Murder zenekarokkal. 2015-ben a The Devil Wears Prada előzenekara voltak, a The Words Alive-val és a Secrets-szel egyetemben. Ugyanebben az évben az Arch Enemy előzenekara is voltak a Summer Slaughter turnén. 2015 szeptemberében az együttes az Emmure elő-zenekara volt Oroszországban. Szintén 2015-ben jelent meg negyedik nagylemezük. 2017-ben egy újabb EP-t dobtak piacra. 2019. január 11-én megjelent a Born of Osiris ötödik stúdióalbuma.

## Tagok
Jelenlegi felállás
- Cameron Losch – dobok (2003 –)
- Ronnie Canizaro – ének (2006 –)
- Joe Buras – billentyűk, szintetizátor, további ének (2007 –)
- Lee McKinney – gitár (2007 –)
- Nick Rossi – basszusgitár (2018 –)

Korábbi tagok
- Mike Shanahan – gitár (2007–2008)
- Austin Krause – gitár (2004–2007)
- Trevor Hurlbert – ének (2003)
- Joe Phillips – gitár (2009)
- Mike Mancebo – billentyűk, szintetizátor (2003)
- Joel Negus – gitár (2003–2007)
- Dan Laabs – basszusgitár (2003–2007)
- Lee Evans – gitár (2009–2010)
- David da Rocha – basszusgitár (2007–2018)
- Matt Pantelis – gitár (2007–2008)
- Jason Richardson – gitár (2009–2012)

## Diszkográfia
Stúdióalbumok
- A Higher Place (2009)
- The Discovery (2011)
- Tomorrow We Die Alive (2013)
- Soul Sphere (2015)
- The Simulation (2019)
- Angel or Alien (2021)

EP-k
- The New Reign (2007)
- The Eternal Reign (2017)